# Lovebit
Lovebit – pierwszy singel z albumu polskiego zespołu Futro. Promuje płytę pt. Futro.

## Lista utworów
1. Lovebit – Radio Edit [4:16]
2. Worriesfree [4:56]
3. Lovebit – Envee Re-Bit [5:02]
4. Lovebit – DJ Adamus Remix [9:06]